# Heterorachis viettei
Heterorachis viettei là một loài bướm đêm trong họ Geometridae. Loài này được Claude Herbulot miêu tả năm 1954. Không có phân loài nào của loài này được liệt kê trong Catalogue of Life.